# Бережні (Мядельський район)
Бережні (біл. вёска Бережные) — село в складі Мядельського району Мінської області, Білорусь. Село підпорядковане Сирмезькій сільській раді, розташоване в північній частині області.